# 澄城县
35°16′30″N 109°48′50″E / 35.275°N 109.814°E
澄城县位于陕西关中平原东北部，地处秦晋豫黄河金三角经济协作区腹地。是中国陕西省渭南市所辖的一个县。区域总面积为1121平方公里，耕地90万亩，常住人口約31万人。县人民政府驻宝塔路13号。

## 历史
史载夏商属雍，春秋属晋，秦始设北徵邑，汉置徵县，北魏太平年间始建澄城郡，县名沿袭至今，已有1500年的建县史。

## 行政区划
澄城县下辖1个街道办事处、9个镇：
城关街道、冯原镇、王庄镇、尧头镇、赵庄镇、交道镇、寺前镇、韦庄镇、安里镇和庄头镇。

## 交通
- 公路： 108国道、 342国道、 京昆高速、 202省道、 106省道
- 铁路：黄韩侯铁路、西侯铁路、西包铁路、西延铁路

## 人口
2020年末，渭南市第七次全国人口普查公报显示：澄城县常住人口为304089人，男性人口占比49.82%，女性人口占比50.18%，年龄结构中0-14岁占比15.59%，15-59岁占比59.1%，60岁以上占比25.31%，65岁以上占比17.81%。
2010年第六次全国人口普查澄城县常住人口386150人。

## 风景名胜
- 全国重点文物保护单位：良周遗址、澄城城隍庙神楼、精进寺塔、尧头窑遗址、唐惠陵、慧彻寺南塔、崇寿寺塔、杨虎城旧居。
- 陕西省文物保护单位：龙首坝